# 돈 쿠얼릉거

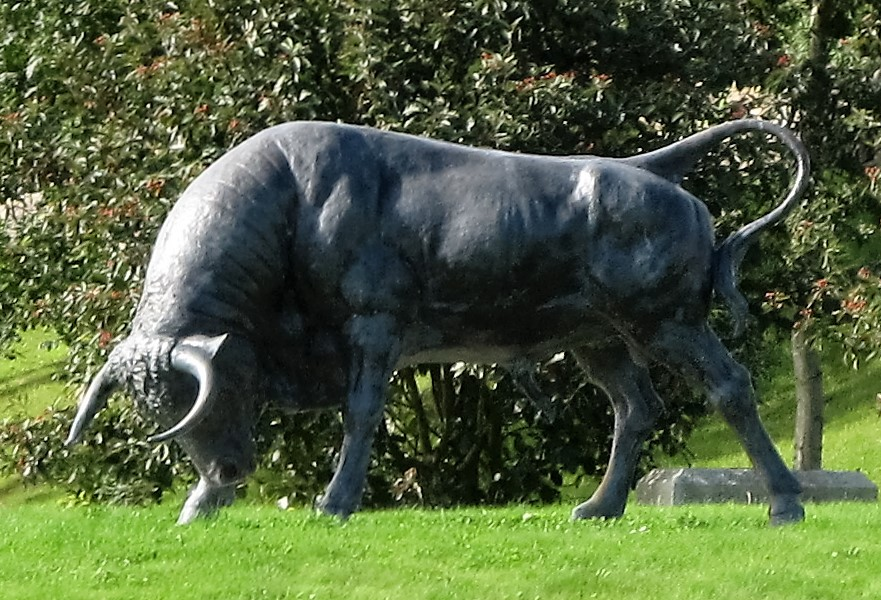
쿨리반도에 세워진 돈 쿠얼릉거 청동상.

돈 쿠얼릉거(고대 아일랜드어: Donn Cúailnge [ˈkuəlʲɲə])는 아일랜드 신화의 얼스터 대계에 등장하는 숫소다. 이름은 "쿠얼릉거의 갈색"이라는 뜻으로, 쿠얼릉거란 쿨리반도를 말함이다. 즉 쿨리반도에 사는 갈색 소다. 마법적인 경지의 정력을 가진 종우로, 이 소를 탐낸 코나크타가 울라를 침공헤 쿠얼릉거의 소도둑 전투가 일어난다.
원래 돈 쿠얼릉거는 먼스터 지역의 요정왕 보드브 데르그의 돼지치기인 프루크(Friuch)였다. 프루크는 코나크타의 요정왕 오헐 오크너(Ochall Ochne)의 돼지치기 루크트(Rucht)와 싸움이 붙어 둔갑술을 겨룬다. 그러다 둘이 지렁이로 둔갑한 순간 지나가던 암소 두 마리가 그들을 삼켜 버리고, 프루크와 루크트는 소로 환생한다. 프루크는 "쿠얼릉거의 갈색소" 돈 쿠얼릉거가 되었고, 루크트는 "흰뿔소" 핀베나크가 되었다. 돈 쿠얼릉거의 소주인은 울라의 다러 막 피어크너라는 자였고, 핀베나크는 코나크타의 메브 여왕의 소떼에 들어갔다가 여왕의 남편 알릴의 소떼에 들어갔다.
모리안은 암소를 한 마리 가지고 있었는데, 이 암소를 쿠얼릉거로 데려가 돈 쿠얼릉거와 흘레붙였다. 그 결과 태어난 송아지를 핀베나크와 싸움을 붙였더니 핀베나크가 겨우 근소하게 이겼다. 그것을 본 메브는 송아지의 아비소와 핀베나크를 싸움붙여 봐야겠다고 마음먹었다. 게다가 핀베나크가 알릴의 소떼로 가 버려서 남편이 자기보다 부유해졌기 때문에 메브는 더더욱 돈 쿠얼릉거를 자기 소로 삼기로 했다. 메브는 다러에게 막대한 땅과 보물, 그리고 자신과의 성교까지 조건으로 내세우며 자신에게 1년간 소를 빌려달라는 전갈을 보냈다. 다러는 동의했다. 그런데 술에 취한 전령이 다러가 동의하지 않았다면 메브는 힘으로라도 소를 빼앗아 갔을 것이라 떠들었다. 이 소리를 들은 다러는 계약을 파기했다.
그러자 메브는 대군을 모아 돈 쿠얼릉거를 빼앗아 오기 위해 울라로 진군했다. 당시 데르드러 사건으로 코나크타에 망명 와 있던 페르구스 막 로크가 대장이 되었다. 까마귀로 변신한 모리안이 돈 쿠얼릉거에게 너를 잡으러 군대가 몰려온다 속삭였고, 돈 쿠얼릉거는 미쳐 날뛰었다.
메브의 군대가 몰려오고 있었지만, 울라의 남자들은 마하의 저주가 발동되어 남자 구실을 못 하고 있었고 유일하게 싸울 수 있는 것은 열일곱 살의 쿠 훌린 뿐이었다. 한편, 메브는 돈 쿠얼릉거를 결국 찾아냈다. 하지만 돈 쿠얼릉거는 자신을 잡으려 하는 코나크타의 목자를 뿔로 들이받아 죽였다. 그러자 암소 50마리가 군영으로 쇄도하여 코나크타의 전사 50명이 밟혀 죽었다.
쿠 훌린이 메브에게 일기토를 제안하여 메브군의 전사들을 한 번에 한 명씩 박살내고 있는 와중에 코나크타군의 비더 막 반이 돈 쿠얼릉거를 찾아냈고, 돈 쿠얼릉거와 다른 소 스물네 마리를 코나크타로 몰고 가려 했다. 쿠 훌린이 비더와 그 부하 스물네 명을 쳐죽이고 그 살육이 벌어지는 혼란을 틈타 돈 쿠얼릉거는 다시 달아났다.
이후 저주가 풀린 울라 남자들이 모여들고 울라와 코나크타 사이에 대회전이 벌어졌다. 메브의 코나크타군은 후퇴했지만 결국 돈 쿠얼릉거를 붙잡는 데 성공해 크루어한으로 끌고 갔다. 메브는 소원대로 핀베나크와 돈 쿠얼릉거를 싸움붙였고, 사투 끝에 돈 쿠얼릉거가 핀베나크를 죽였다. 돈 쿠얼릉거 역시 심한 부상을 입고 에린 곳곳을 떠돌아다니다 고향 쿠얼릉거로 돌아가 죽었다.